# Сусло, Дмитрий Спиридонович
Дмитрий Спиридонович Сусло (укр. Дмитро Спиридонович Сусло; 10 [23] февраля 1909, Каменная Криница, Подольская губерния — 4 ноября 1988, Киев) — советский украинский юрист-практик и учёный-правовед, специалист в области уголовного процесса и его истории. Доктор юридических наук (1973), профессор (1976).
Начал свою юридическую карьеру народным заседателем. Во время Великой Отечественной войны был членом трибуналов двух фронтов и председателем трибунала 7-й сапёрной армии. В 1943—1944 годах был заместителем Председателя Верховного Суда Украинской ССР по уголовным делам. Затем занимался организацией советских органов юстиции на Закарпатье, работал в Министерстве юстиции Украинской ССР. Высшее юридическое образование получил в 1949 году в Киевском государственном университете, тогда же начал в нём работать. Однако в октябре 1949 года был осуждён к десяти годам лишения свободы. В 1953 году — реабилитирован и вернулся к научно-педагогической работе в КГУ. С 1988 года был профессором кафедры правосудия этого вуза.

## Биография
Дмитрий Сусло родился 10 (23) февраля 1909 года в селе Каменная Криница (ныне Кировоградская область Украины) в крестьянской семье. Кроме него, в семье была ещё младшая дочь. Когда Дмитрию было 15 лет, скончались его родители. Общее образование получил в школе-семилетке, которую, по разным данным, окончил в 1924 или 1927 году. В 1927 году начал свою трудовую деятельность, но тогда же был избран народным заседателем в народный суд. Юридическое образование он начал получать, уже работая в суде. В 1931 году он окончил юридические курсы, которые проходили в Виннице, а в 1939 году поступил в киевский филиал Всесоюзной заочной правовой академии. К 1941 году учился на втором курсе этого вуза. В 1939 году был назначен судьёй Верховного Суда Украинской ССР. Однако согласно данным с сайта Верховного Суда Украины, по состоянию на 1938 год, он уже был судьёй Верховного суда Украинской ССР.
Во время Великой Отечественной войны Сусло продолжил работу в органах юстиции. Был членом военных трибуналов Юго-Западного и Донского фронтов, председателем трибунала 7-й сапёрной армии. В марте 1943 года после того, как некоторые населённые пункты Украинской ССР были освобождена от немецкой оккупации, свою работу возобновил Верховный Суд Украинской ССР, состоявший из двух заместителей председателя суда и трёх судей и заседавший в Старобельске Ворошиловоградской области. Сусло был назначен заместителем председателя этого судебного органа по уголовным делам. На протяжении пяти месяцев, начиная с апреля 1943 года Дмитрий Сусло вместе с заместителем председателя Верховного суда Украинской ССР по гражданским делам Мусием Розановым начали посещать освобождённые от немцев территории Украинской ССР, где контролировали процесс возобновления работы местных судов. 24 августе 1943 года после освобождения Харькова республиканский Верховный суд переехал в этот город. В сентябре Сусло стал первым заместителем председателя Верховного суда Украинской ССР. Тогда же по распоряжению Дмитрия Сусло в суде была восстановлена работа канцелярии. Он занимался подготовкой переезда Верховного суда из Харькова в Киев, который был освобождён 7 ноября 1943 года. Так, по его приказу 8 января 1944 года были уволены все работавшие в Харькове 20 технических сотрудников аппарата суда. В апреле 1944 года председатель Верховного суда Украинской ССР Константин Топчий перевёл Сусло с должности первого заместителя на должность заместителя.
Затем, с ноября 1944 года по сентябрь 1945 года Дмитрий Спиридонович работал советником Председателя Народной рады Закарпатской Украины Ивана Туряницы. На этой должности занимался созданием советских органов юстиции в Закарпатской Украине (с 1945 года — Закарпатская область). По данным с сайта Верховного Суда Украины в 1945 и 1946 годах становился судьёй Верховного суда Украинской ССР. В 1946 году Дмитрий Сусло стал заместителем министра юстиции Украинской ССР. Тогда же поступил на юридический факультет Киевского государственного университета имени Т. Г. Шевченко, из которого был выпущен в 1949 году.
Окончив вуз, он ушёл из министерства и начал преподавать курс уголовного процесса на юридическом факультете своей альма-матер. Однако спустя несколько месяцев, в октябре 1949 года, он был осуждён на десять лет лишения свободы. Учёные-правоведы — авторы биографических статей о нём — Юрий Шемшученко, Юрий Касяненко и Владимир Дзюба не пишут, за какое преступление был осуждён Сусло, но называют это осуждение безосновательным. В марте 1953 года Сусло был полностью реабилитирован, после чего продолжил работу на кафедре уголовного права юрфака Киевского университета, где на протяжении следующих пяти лет был старшим лаборантом. Написал и защитил кандидатскую диссертацию «Организация и деятельность суда и прокуратуры УССР в восстановительный период (1917—1967)». Затем руководил учебной частью Киевского университета, а с 1964 года был старшим преподавателем и доцентом.
В 1968 году Сусло издал монографию «Історія суду Радянської України (1917—1967 рр.)» (рус. История суда Советской Украины (1917—1967 гг.)). В 2016 году доцент В. Т. Дзюба оценивал эту работу как одну из лучших в данном вопросе и отмечал, что она сохраняет свою научную ценность уже более 45 лет после издания. Другой учёный-правовед — Б. А. Потыльчак, называл данный труд одним из немногих, которые освещают деятельность Верховного Суда Украинской ССР в период Великой Отечественной войны. С 1968 по 1974 год одновременно с работой в вузе он был членом научно-консультационного совета при Верховном Суде Украинской ССР. В 1973 году защитил диссертацию на соискание учёной степени доктора юридических наук по теме «Развитие органов правосудия и их деятельность в Украинской ССР» . В данной работе автор, кроме анализа полувековой истории судебной системы Украинской ССР высказал ряд предложений по дальнейшему реформированию судебной системы, которые были учтены Верховным Советом Украинской ССР. В том же году ему была присвоена соответствующая учёная степень, а ещё через три года — учёное звание профессора. В год защиты своей докторской диссертации он в соавторстве с В. Ф. Купришиным опубликовал монографию «На сторожі прав трудящих та інтересів держави. Про історію створення, організацію і діяльність адвокатури Української РСР» (рус. На страже прав трудящихся и интересов государства. Об истории создания, организации и деятельности адвокатуры Украинской ССР), где исследовал значение адвокатской деятельности при рассмотрении судебных дел в первой и апелляционной инстанциях, а также при обжаловании судебных решений (приговоров, решений, определений и постановлений).
Кроме основной работы также Д. С. Сусло был лектором на курсах повышения квалификации судей при Министерстве юстиции Украинской ССР, заместителем председателя правления правовой секции киевского Дома учёных, был руководителем теоретического семинара профессорско-преподавательского состава и председателем профбюро юридического факультета Киевского государственного университета. Также занимался подготовкой учёных-правоведов, выступал научным руководителем соискателей учёной степени кандидата наук и был членом специализированного совета по защите докторских диссертаций. В 1988 году Сусло, который с 1976 года имел профессорское звание был назначен на должность профессора кафедры правосудия.
Скончался 4 ноября 1988 года в Киеве. Похоронен на Байковом кладбище.

## Взгляды
По оценке ученика Дмитрия Сусло — Владимира Дзюбы, его учитель был сторонником и продолжателем идей Александра Кистяковского в области предоставления большей значимости судебной практики, как более эффективного и актуального вида решения юридических споров, нежели нормы права. Сусло был сторонником концепции преимущества права перед законодательством, в которой судебная практика были мерилом эффективности норм закона.
В своих работах он обосновывал такие предложения по реформированию уголовно-процессуального законодательства: гарантии деятельности адвоката с момента задержания лица и предъявления ему обвинений, увлечение количества народных заседателей при рассмотрении дел наибольшей сложности, введения суда присяжных и создания специализированных судов. Эти его предложения были внедрены в украинское законодательство в 1996 году, когда была принята Конституция Украины.

## Награды
Дмитрий Сусло был награждён орденами Трудового Красного Знамени (1945) и Отечественной войны II степени, а также семью медалями (среди которых были: «За оборону Сталинграда», «За оборону Киева» и «За трудовую доблесть»).